# Easterhouse
Easterhouse var ett brittiskt rockband med vänsterpolitiska förtecken som var aktivt under 1980-talet.

## Medlemmar
Originalbesättning
- Andy Perry - sång, munspel
- Ivor Perry - gitarr
- Peter Vanden - bas
- Gary Rostock - trummor
- Mike Murray - gitarr

## Diskografi
Album
- 1986 – Contenders
- 1989 – Waiting for the Redbird

Singlar/EP
- 1985 - In Our Own Hands (EP) (#13 på UK Indie Chart)
- 1986 - Whistling In The Dark (UKI #2)
- 1986 - Inspiration (UKI #5)
- 1986 - Get Back To Russia (promoskiva)
- 1989 - Come Out Fighting (UKI #18)
- 1989 - You're Gonna Miss It (When It's Gone)
- 1989 - Waiting For The Redbird